# Dreamworld
Ne doit pas être confondu avec Dream World.

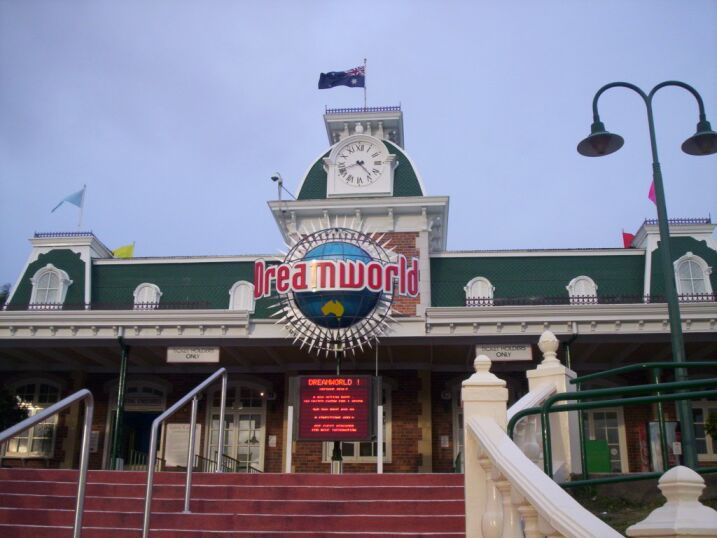
Entrée de Dreamworld.

Dreamworld est un parc d'attractions situé à Coomera, sur la Gold Coast dans le Queensland, en Australie. Depuis 2006, le parc aquatique WhiteWater World a ouvert ses portes aux abords de Dreamworld.
Le parc est également connu pour être le lieu où se trouve la maison de l'émission télévisée Big Brother Australie.

## Histoire
En 1974, John Longhurst décide de réaliser son rêve de construire un parc d'attractions et achète un terrain de 85 hectares à Coomera. Le parc est inauguré officiellement le 15 décembre 1981 par le premier ministre du Queensland de l'époque, Sir Joh Bjelke-Petersen. Quatre mois plus tard, les premières montagnes russes du parc, The Thundebolt sont ouvertes et deviennent l'attraction principale du parc.
Pendant une courte période au début des années 1990, Dreamworld reste fermé, mais dès 1993, il rouvre avec l'attraction Wipeout. En 1997, le parc ouvre la plus grande attraction de type tour de chute d'une hauteur de 119 mètres nommée The Giant Drop et les montagnes russes Tower of Terror qui prennent appui sur la même tour et qui accélèrent de 0 à 160 km/h en 7 secondes.
À la fin de l'année 2001, le parc accueille son nouveau parcours de montagnes russes d'occasion Cyclone qui se trouvait au Luna Park Sydney sous le nom de Big Dipper qui a dû le vendre à cause de la pollution sonore de l'attraction qui dérangeait beaucoup les riverains. Une alliance avec Nickelodeon permet l'ouverture de Nickelodeon Central le 26 décembre 2002. Cette zone est basée sur un concept similaire à celui des Paramount Parks aux États-Unis.
En août 2004, Thunderbolt est démoli. La même année, The Claw, un manège à sensation est ouvert. En 2006, la zone du parc nommée Blue Lagoon water park est fermée et laisse place à un parc aquatique indépendant nommé WhiteWater World.
De nouvelles montagnes russes de motos nommées Mick Doohan’s Motocoaster sont construites pour la saison 2007 par la société Intamin. En 2010, les montagnes russes Tower of terror sont réinventées et renommées Tower of terror 2 avec un nouveau wagon et qui est cette fois retourné de sorte que les passagers accélèrent en arrière et soient face au sol lorsque le wagon monte le long de la tour de 119 mètres.
En 2011, le parc perd sa licence avec Nickelodeon et ouvre une nouvelle attraction Shockwave, un Disk’O Coaster de Zamperla. En fin d'année 2012, le parc inaugure un nouveau quartier thématique consacré aux films Kung Fu Panda, comprenant trois attractions.
En 2016, un accident sur Thunder River Rapids fait perdre la vie à quatre personnes.

## Attractions

### Montagnes russes

#### Actuelles
| Nom de l'attraction                                                                                  | Type                                        | Constructeur   | Année |
| --- | ------------------------------------------- | -------------- | ----- |
| Big Red Boat                                                                                         | Montagnes russes en métal                   | Zamperla       | 2023  |
| Gold Coaster Anciennement Cyclone puis Hot Wheels SideWinder                                         | Montagnes russes junior                     | Arrow Dynamics | 2001  |
| Jungle Rush                                                                                          | Montagnes russes assises/Switchback Coaster | Vekoma         | 2024  |
| Kenny's Forest Flyer Anciennement Rugrats Runaway Reptar puis Sky Rocket puis Espace from Madagascar | Montagnes russes à véhicules suspendus      | Vekoma         | 2002  |
| Motocoaster Anciennement Mick Doohan Motocoaster                                                     | Montagnes russes de motos                   | Intamin        | 2007  |
| Steel Taipan                                                                                         | Montagnes russes lancées                    | Mack Rides     | 2021  |

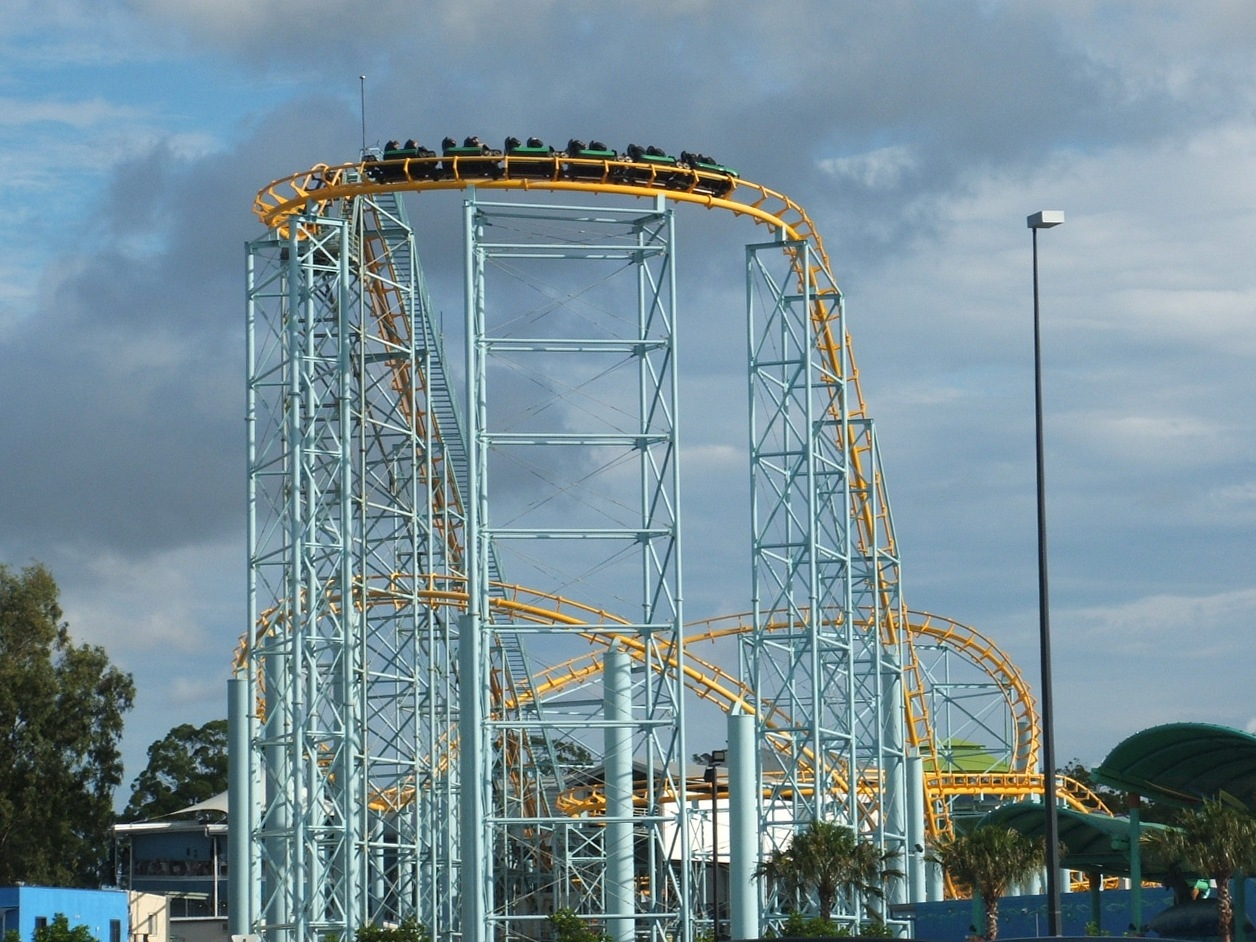
Gold Coaster
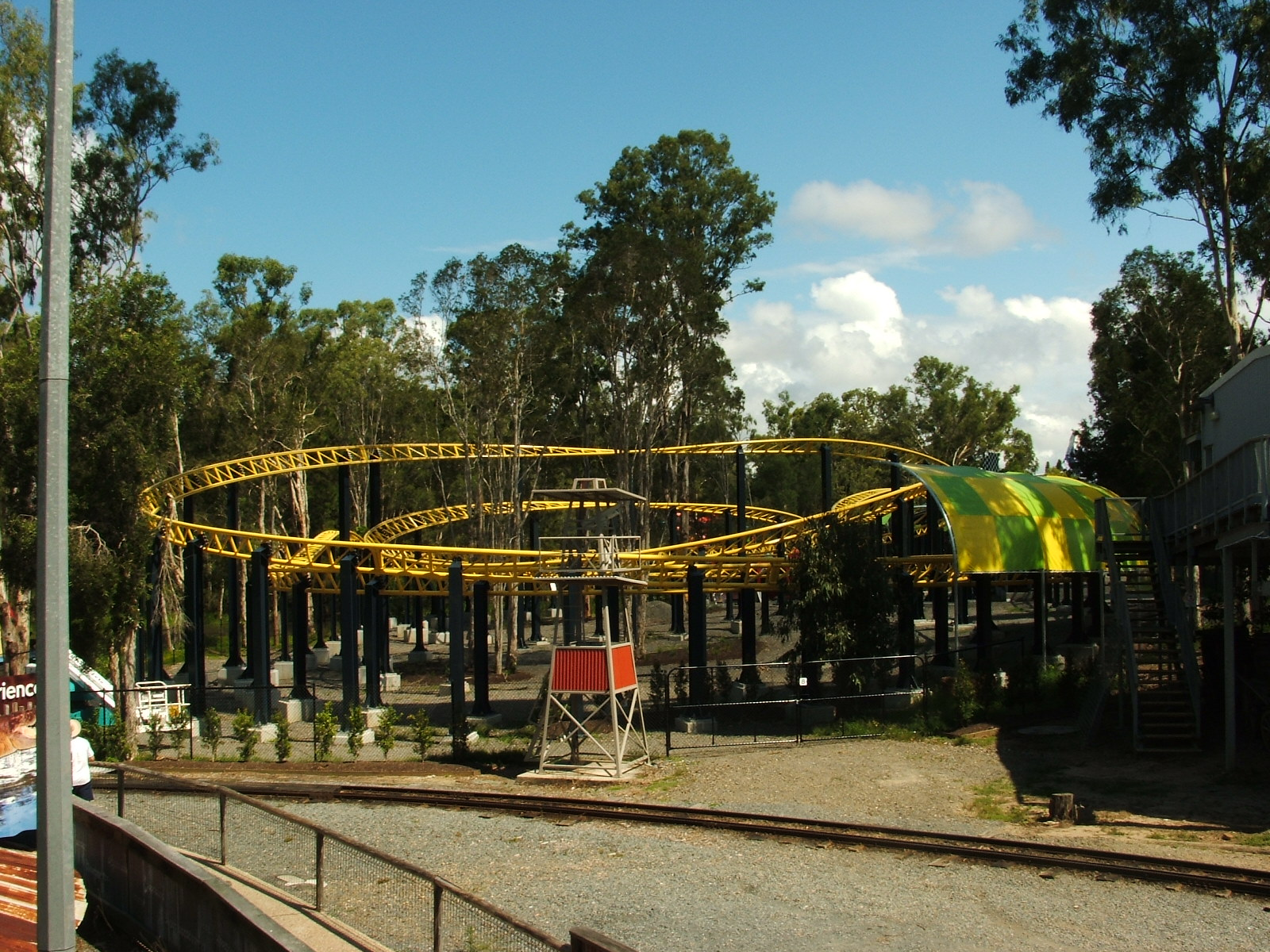
Motocoaster
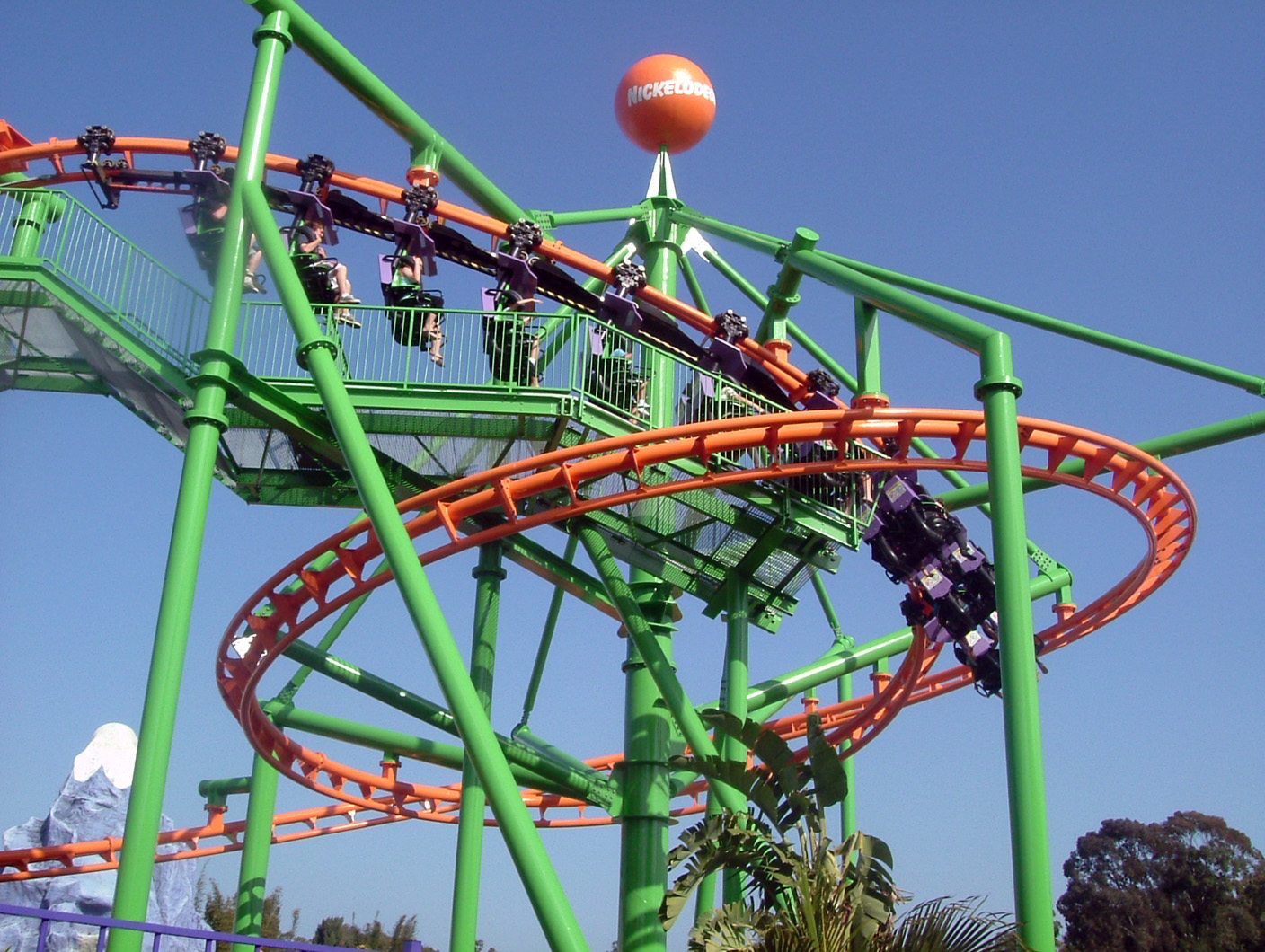
Kenny's Forest Flyer

#### Disparues
| Nom de l'attraction       | Type                                | Constructeur                  | Ouverture | Fermeture |
| ------------------------- | ----------------------------------- | ----------------------------- | --------- | --------- |
| Buzzsaw                   | Montagnes russes en métal / SkyLoop | Maurer Rides                  | 2011      | 2021      |
| Eureka Mountain Mine Ride | Wild Mouse en intérieur             | B.A. Schiff & Associates (en) | 1986      | 2006      |
| Thunderbolt               | Montagnes russes assises            | Meisho Machines               | 1982      | 2003      |
| Tower of Terror II        | Montagnes russes en métal           | Intamin                       | 1997      | 2019      |

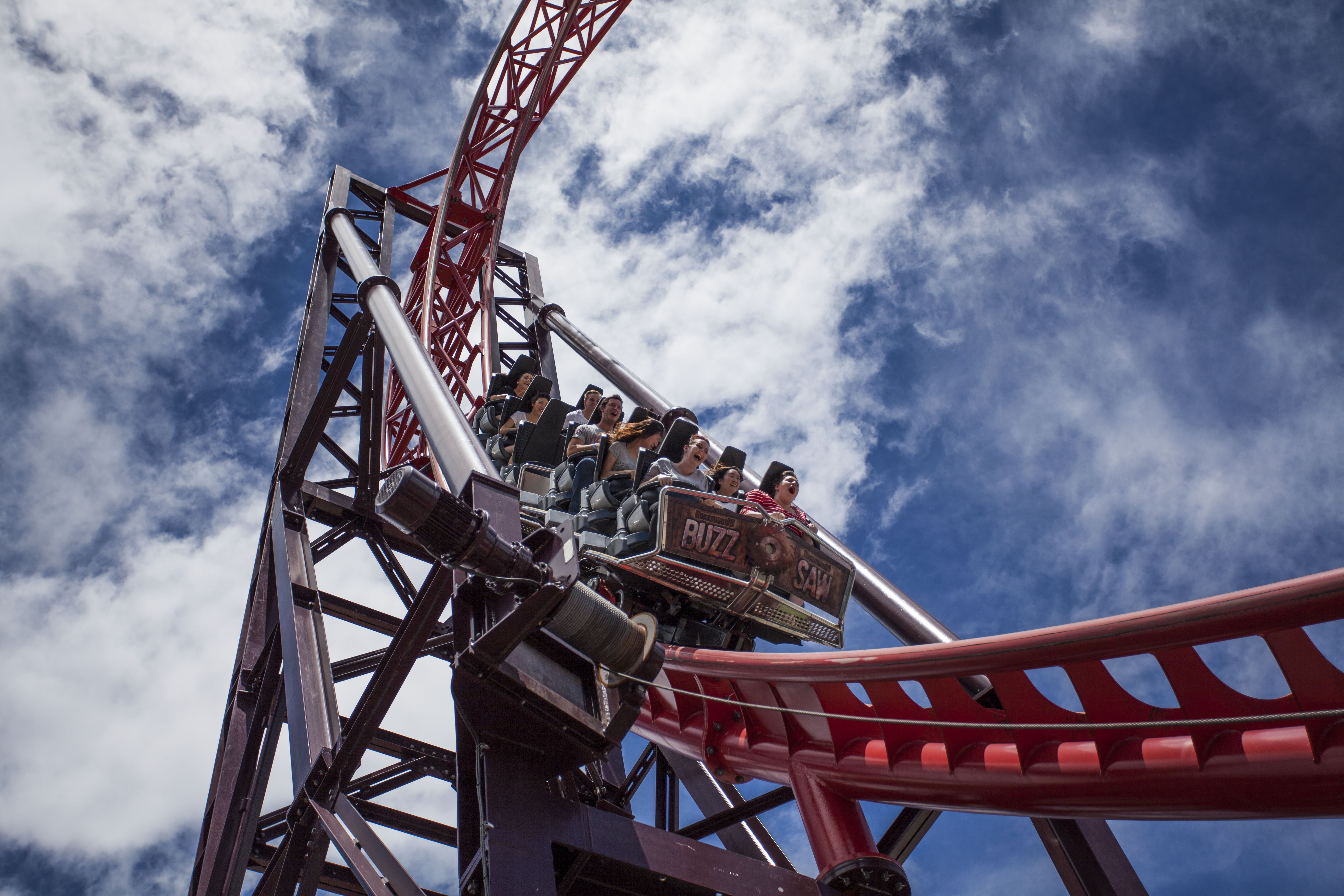
Buzzsaw
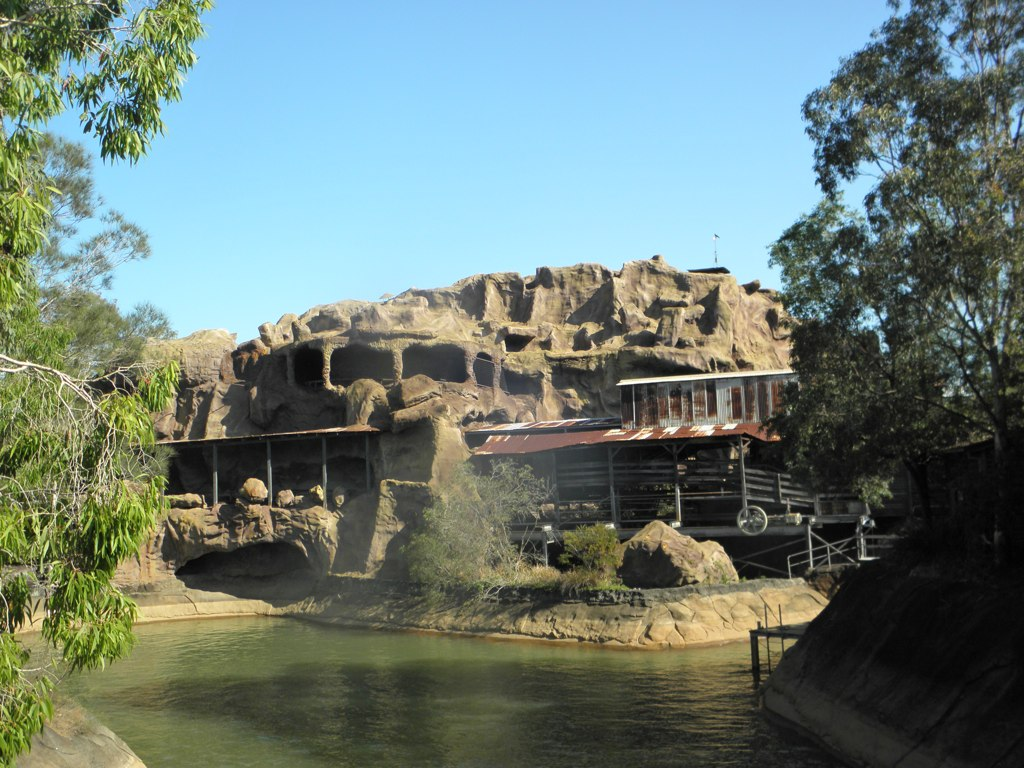
Eureka Mountain Mine Ride
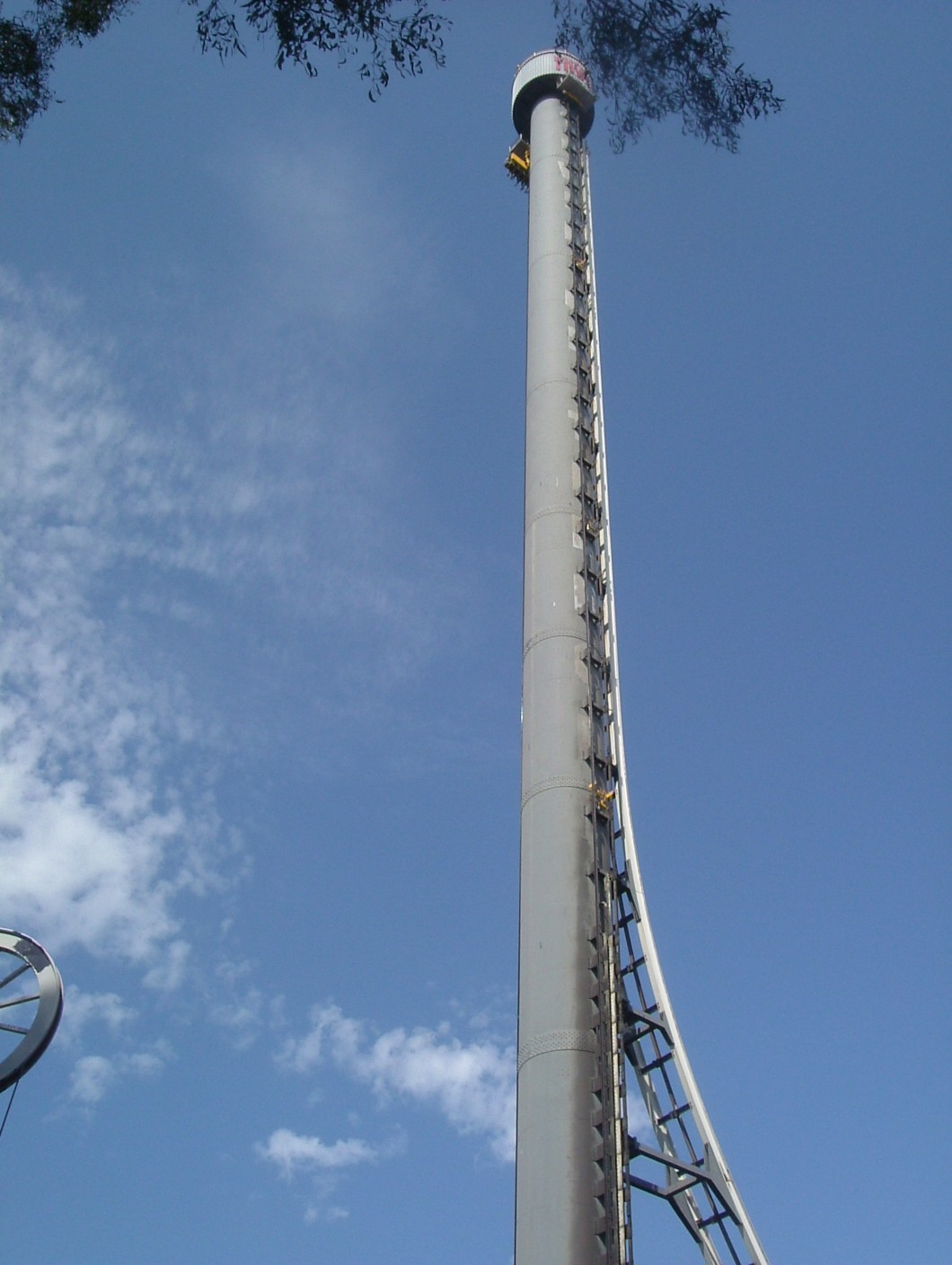
Tower of Terror II

### Attractions aquatiques
- Rocky Hollow Log Ride - Bûches, 1981 - 2020
- Thunder River Rapids - Rivière rapide en bouée, 1986 - 2016

### Attractions à sensation
- Giant Drop - Tour de chute (Intamin) (anciennement la plus grande chute libre du monde (119 m))
- Pandamonium - Air Race (Zamperla)
- ShockWave - Disk'O (Zamperla), 2011
- The Claw - Frisbee, 2004
- The Reef Diver - Enterprise, 1983
- Wipeout - Top Spin

### Autres attractions
- AVIS Vintage Cars - Balade en voiture
- The Dreamworld Railway - Train
- Captain Sturt Paddle Wheeler -
- IMAX Theatre - Cinéma IMAX, 1981
- Kung Fu Academy - Aire de jeux
- Reef Diver - Enterprise
- Skadoosh Bumper Cars - Autos-tamponneuses
- Sky Voyager - Flying theater de Brogent Technologies, 2019
- Stingray -
- Vortex - Gravitron

## Parc aquatique

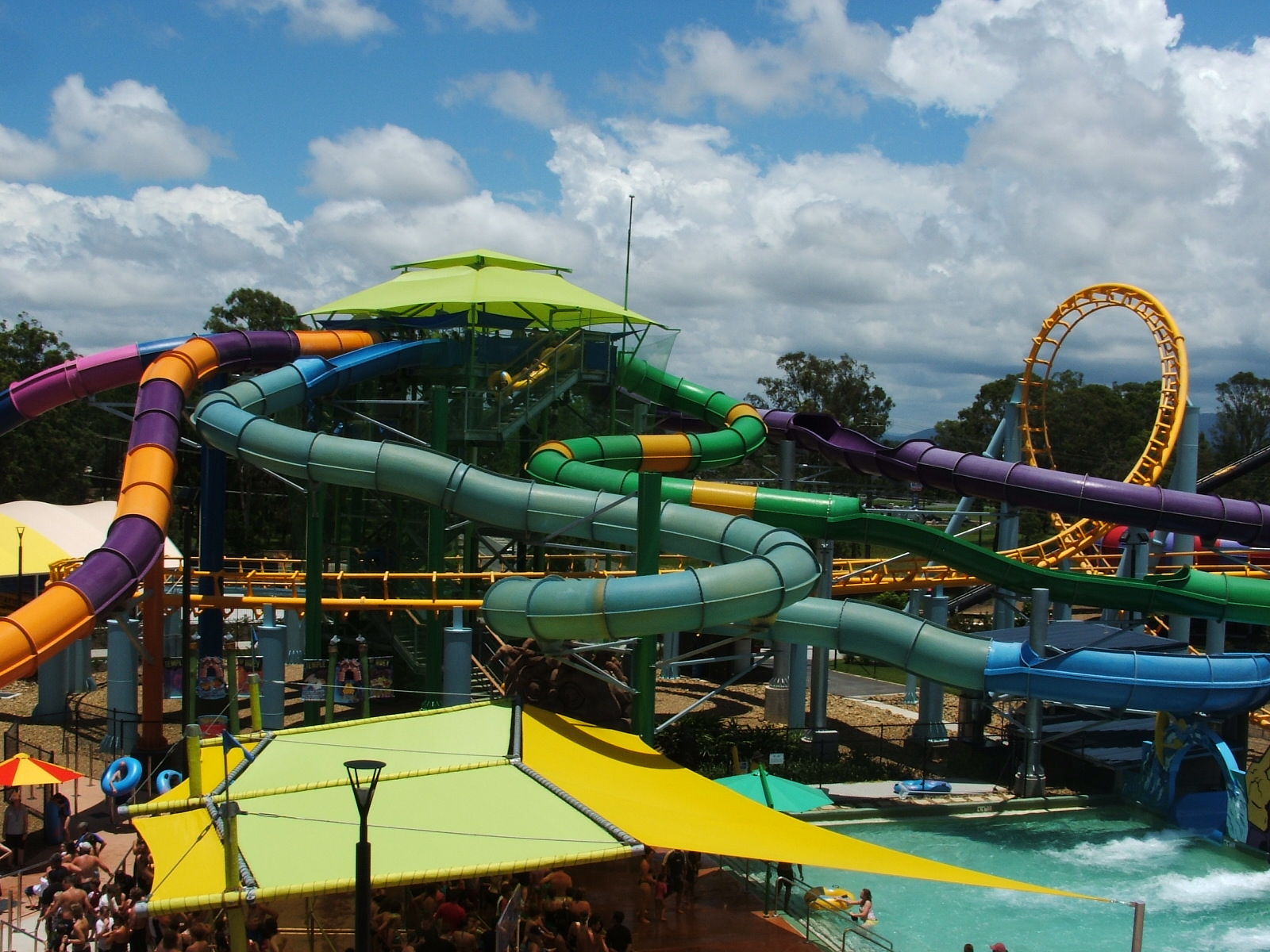
Parc aquatique de Dreamworld.

Dreamworld possède un parc aquatique : Whitewater World. Le budget pour sa construction s'élève à 35 millions d'euros. Comme nouveauté mondiale, un toboggan est composé de catapultes à moteurs à induction linéaire.